# آلمانی‌های بالتیک
آلمانی‌های بالتیک (به آلمانی: Deutsch-Balten یا Deutschbalten) یکی از گروه‌های نژادی ساکن در سواحل شرقی دریای بالتیک و کشورهای لتونی و استونی فعلی است.
از زمان اسکان مجدد خود در سال ۱۹۳۹، آلمانی‌های بالتیک به‌طور قابل توجهی به عنوان یک گروه قومی تعیین شده از نظر جغرافیایی کاهش یافته‌اند. حدود ۵۰۰۰ نفر از این نژاد در کشورهای لتونی و استونی زندگی میکنند.